# Hold Up (Beyoncé-Lied)
Hold Up ist ein R&B-Song der US-Sängerin Beyoncé Knowles. Er wurde am 16. August 2016 als Single aus ihrem sechsten Album Lemonade als Download ausgekoppelt.

## Hintergrund
Das Lied wurde von Brian Chase, Uzoechi Emenike (MNEK), Emile Haynie, Beyoncé Knowles, Ezra Koenig, Kelvin McConnell, MeLo-X, Karen Orzolek, Thomas Pentz (Diplo), Doc Pomus, Antonio Randolph, Mort Shuman, Josh Tillman (Father John Misty), DeAndre Way (Soulja Boy) und Nick Zinner geschrieben beziehungsweise komponiert. Die Produktion erfolgte durch Beyoncé, Diplo und Koenig. Es enthält Samples von Maps (Yeah Yeah Yeahs) und Turn My Swag On (Soulja Boy). Hold Up war auch ein Teil der Filmumsetzung des Beyoncé-Albums Lemonade.

## Musikvideo
Im Musikvideo randaliert Knowles in einer Stadtmitte, sie zerstört Autos und Schaufenster mit einem Baseball, den sie liebevoll Hot Sauce nennt. Sie spielt eine starke und selbstbewusste Frau, die ihrem Mann zeigt, wie sehr sie ihn liebt und er ohne sie nichts wert wäre. Sie singt in dem Liedtext, dass sie ihn mehr als alle anderen liebt. Das Video wurde in Regie von Jonas Åkerlund aufgenommen. Das Lied war in mehreren Kategorien bei den American MTV Music Awards nominiert, darunter Bestes Video. Bei den Grammy Awards war es in der Kategorie Beste Solo-performance nominiert. Das Video hat bisher mehr als 125 Mio. Abrufe auf YouTube und zählt zu den erfolgreichsten des Jahres 2016. Zahlreiche Prominente lobten das Stück, darunter auch die Moderatorin Ellen DeGeneres, die das Video nachstellte.

## Kommerzieller Erfolg

### Chartplatzierungen
| ChartsChartplatzierungen       | Höchstplatzierung | Wochen |
| ------------------------------ | ----------------- | ------ |
| Vereinigte Staaten (Billboard) | 13 (14 Wo.)       | 14     |
| Vereinigtes Königreich (OCC)   | 11 (12 Wo.)       | 12     |

### Auszeichnungen für Musikverkäufe
| Land/Region                  | Auszeichnungen für Musikverkäufe (Land/Region, Auszeichnung, Verkäufe) | Verkäufe  |
| ---------------------------- | ---------------------------------------------------------------------- | --------- |
| Australien (ARIA)            | 2× Platin                                                              | 140.000   |
| Brasilien (PMB)              | Platin                                                                 | 60.000    |
| Frankreich (SNEP)            | —                                                                      | 13.400    |
| Kanada (MC)                  | Platin                                                                 | 80.000    |
| Neuseeland (RMNZ)            | Gold                                                                   | 15.000    |
| Polen (ZPAV)                 | Gold                                                                   | 25.000    |
| Vereinigte Staaten (RIAA)    | 3× Platin                                                              | 3.000.000 |
| Vereinigtes Königreich (BPI) | Platin                                                                 | 600.000   |
| Insgesamt                    | 2× Gold · 8× Platin ·                                                  | 3.933.400 |

Hauptartikel: Beyoncé/Auszeichnungen für Musikverkäufe